# Elizabeth Arnot
Elizabeth Arnot, detta Lizzie (1º marzo 1996), è una calciatrice scozzese, centrocampista del Rangers e della nazionale scozzese.

## Carriera

### Club
Elizabeth Arnot iniziò la carriera giocando inizialmente per l'Edinburgh City, per passare poi all'Hutchison Vale prima di trasferirsi all'Hibernian nel gennaio 2012.
Grazie al secondo posto ottenuto dalla sua squadra al termine della stagione 2016 dietro le campionesse del Glasgow City e alla riorganizzazione della UEFA Women's Champions League che porta a due le squadre scozzesi ammesse alla UEFA Women's Champions League 2016-2017, Arnot ha l'occasione di debuttare in un torneo internazionale per club, ai sedicesimi di finale della stagione 2016-2017, nell'incontro del 5 ottobre 2016 che vede le scozzesi sconfitte in casa per 6-0 dalle tedesche del Bayern Monaco, giocando anche la partita di ritorno, persa 4-1, prima di essere eliminate dal torneo. Il secondo posto, ancora dietro al Glasgow City, nella stagione successiva, garantisce ancora l'accesso alla fase preliminare della Champions League 2017-2018. Nel maggio 2018, dopo oltre un anno di assenza causato dal recupero da un grave in infortunio al legamento crociato, Arnot mette a segno una cinquina nella finale di SWPL Cup vinta per 9-0 dall'Hibernian.
Nel giugno 2018 il sito BBC Sport annuncia che Arnot non avrebbe rinnovato il contratto con le Hibs, e il mese successivo viene dato l'annuncio del suo trasferimento alla neoistituita Manchester United femminile per la sua stagione inaugurale 2018-2019.

### Nazionale
Arnot inizia ad essere convocata dalla federazione calcistica della Scozia (Scottish Football Association - SFA) dal 2010, inizialmente con la formazione Under-15 per passare dall'anno successivo alla Under-17, inserita in rosa con la squadra impegnata al secondo turno di qualificazione all'edizione 2012 del campionato europeo di categoria e dove fa il suo debutto il 7 ottobre 2011 nell'incontro perso per 3-0 con le pari età del Kazakistan.
Dal 2013 veste la maglia della formazione Under-19 con la quale rimane fino al raggiungimento del limite d'età totalizzando 11 reti su 28 presenze.
L'allora selezionatrice della nazionale maggiore Anna Signeul decide di farla debuttare il 17 settembre 2015, nell'incontro perso 4-0 con le avversarie della Norvegia quando al 69' rileva Joanne Love partita titolare. Dopo oltre un anno di assenza causato da un infortunio al legamento crociato, che le preclude la convocazione all'Europeo dei Paesi Bassi 2017, Arnot viene richiamata in nazionale nel maggio 2018.

## Palmarès

### Club
- Campionato inglese di seconda divisione: 1

Manchester United: 2018-2019
- Scottish Women's Cup: 1

Hibernian: 2016
- Scottish Women's League Cup: 1

Hibernian: 2016

### Nazionale
- Pinatar Cup: 1

2020